# 拔都
拔都（转写：Batu，秘史记音：巴秃，1208年—1256年），是铁木真之孙，朮赤的次子，生母是兀乞旭真可敦，为弘吉剌部按陳那顏的女兒。蒙古欽察汗國的開創者。蒙古人因他对部下宽大，称他賽因汗（即“慈善可汗”之意）。

## 生平

### 家世

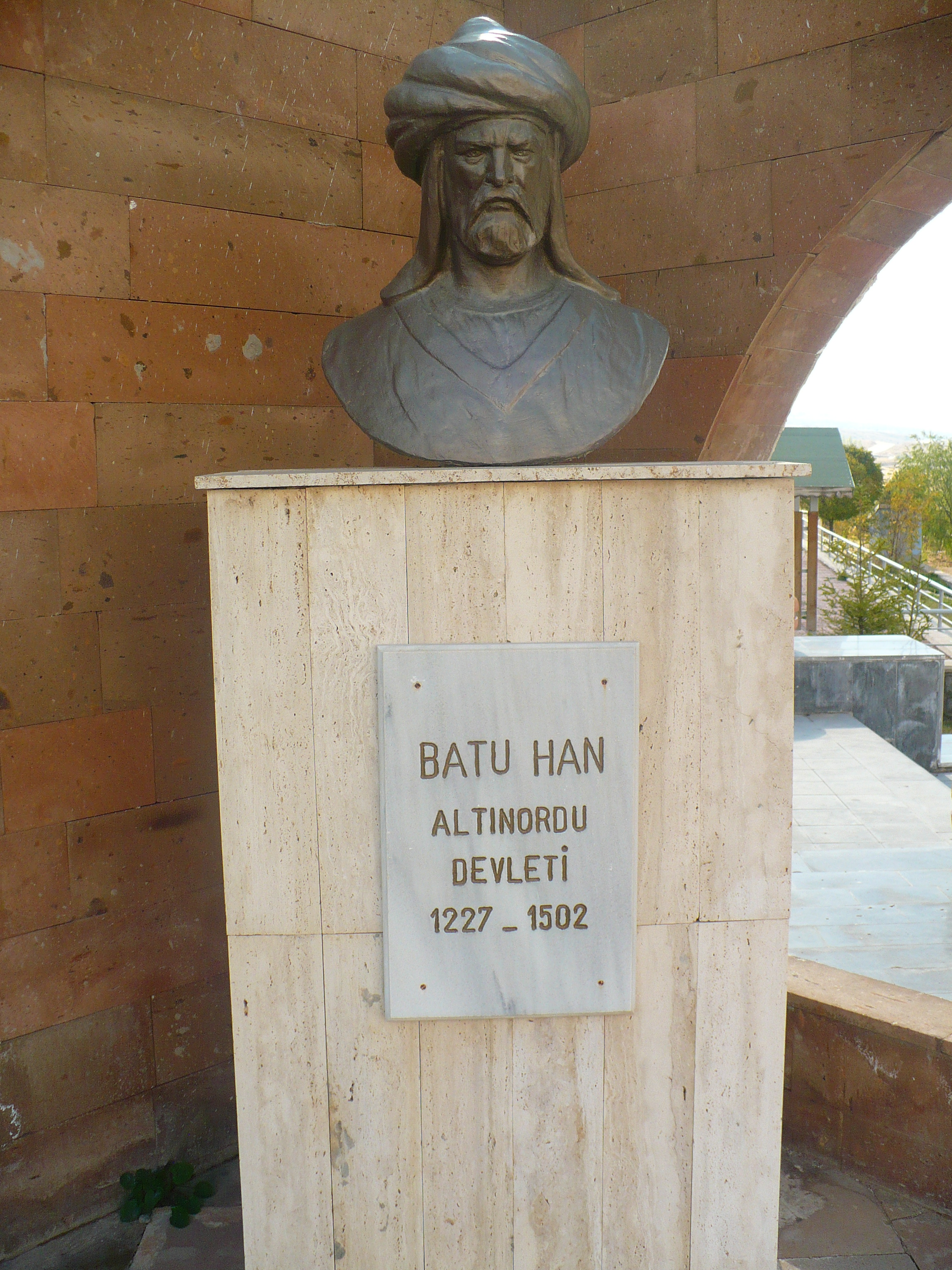
位於土耳其珀納爾巴舍的拔都汗雕像

拔都為术赤第二子，與兄鄂爾達相友愛。鄂爾達知道自己不如拔都，乃讓位於拔都，其叔父斡赤斤遂定拔都為术赤之嗣。成吉思汗死，拔都與兄鄂爾達及弟伯勒克、脫哈帖木兒、昔班、唐古忒、伯勒克察耳來會葬，奉太宗窩闊台即汗位（新元史107卷）。
成吉思汗將海押立（今科帕爾）和花剌子模地區（今烏茲別克斯坦和土庫曼斯坦部分地區），延伸到撒哈辛位於伏爾加河下游及保加爾國（今喀山附近的邊境地區）賜給术赤，其後术赤於元太祖二十二年（1227年）去世後，由拔都繼承領地，统治咸海、里海以北。元太宗元年（1229年），与诸王一起推举窝阔台继承大汗汗位。他在平阳府有食邑四万一千三百零二户。

### 長子西征
由於成吉思汗曾於1221年至1223年命速不台及哲別西征，當時無法完全攻略欽察、基輔羅斯、東歐等地。1235年，窩闊台聽從二哥察合台建議，決定由拔都、不里（察合台的次子木額禿干的次子）、貴由（窩闊台長子）、蒙哥（托雷長子），作為速不台的後援協助攻略，橫掃乞儿吉思、北高加索（阿速）、不里阿耳（伏尔加保加利亚）、欽察人、基辅羅斯、波蘭王国等國，是為蒙古第二次西征。
窩闊台降旨拔都為這些出征的全體王子們的首長、貴由為蒙古本土出征者的首長，這次出征凡掌管邦國的宗長、不掌管邦國的宗王們、公主及駙馬以至各萬戶、千戶、百戶、十夫長等，無論何人都要派從諸子中派出他們的長子或嗣子西征，因此又稱為「長子西征」。
据《蒙古秘史》270節，派遣長子們出征的辦法是察合台想出來的，察合台曾派人來說要給速不台增後援，指出叫長子們西征則出征的軍隊必多，軍隊一多就更有威力、易於前進，亦指出那邊的敵人有許多國家，而且對方是很剛硬的百姓，聽說發起怒就能用自己兵刃砍死自己百姓，又聽說他們那邊有很多鋒利的兵器。
西征隊伍在攻破蔑兒乞城後要離舉行離別的宴會，拔都：我比這些王子都要年長一點，先喝一二盞酒。引起不里、貴由不滿離開宴會上馬離去，臨走前說：拔都與我們都一樣，怎能先飲酒，不歡而散。拔都將此事報告給窩闊台，窩闊台在此事處理上表示公正，他對此訓斥身為其子的貴由，並將此事告知察合台，由察合台自行處置身為其孫的不里，並說野外的事情皆由拔都做主，貴由與拔都的心結由此開始，而貴由會有此反應也可能是因為拔都的父親朮赤一直被質疑不確定是否流著黃金家族的血脈。
1237年，他擒杀钦察首领八赤蛮、阿速首领合赤儿·兀古列。进攻基辅罗斯，攻克梁赞。1238年，攻克莫斯科、弗拉基米尔。1240年，攻克阿速国都蔑怯思城。1240年，攻克基辅。1241年，进攻波兰、匈牙利，攻打布达佩斯。

### 統治歐洲
1235-1241年，拔都率軍大破钦察人、伏尔加保加利亚、基辅羅斯、加利西亚、摩尔达维亚、立陶宛大公国、波蘭王国（时译“孛烈儿”）、匈牙利王国、保加利亚第二帝国、摩拉维亚与斯洛伐克、拉什卡、拉丁帝國等國，先後擊敗波蘭西里西亞公爵亨里克二世所率領的日耳曼-波兰聯軍以及匈牙利國王貝拉四世所率領的匈牙利軍，征戰神圣罗马帝国諸國，席捲東歐與中歐，一度令神聖羅馬帝國皇帝腓特烈二世持續緊盯蒙古大軍的動向，並助波西米亚（捷克）、奥地利公国等國應戰。此役亦使基輔、布達佩斯等至少三十个大城镇遭受摧毁與屠殺。但在蒙古軍進逼奧地利公國以及匈牙利王國的达尔马提亚的時候接到窩闊台汗死讯而引軍東撤。
1242年，拔都建都於伏爾加河下游河畔欽察的薩萊，正式立国，史称欽察汗國（又稱金帳汗國）；當時記載為蒙古“朮赤汗國”（Ulus of Jochi，Ulus是国家的意思），由於大量的欽察人是汗國的居民，甚至成為汗國的骨幹，因此又稱“欽察汗國”。辖境东至额尔齐斯河、西至多瑙河、南至高加索山、北包罗斯诸国。以其兄斡儿答管理咸海东北，后来号称白帐汗国；其弟昔班管理咸海以北，后来号称蓝帐汗国。
拔都透過俄羅斯大公的輔佐管理東俄。1242年弗拉基米爾大公雅羅斯拉夫二世晉見拔都，領取封誥，這是管理東俄的方法，後來也成為定制；至於西俄，拔都命令加里西亞的大公丹尼爾把政權交結給一位蒙古將軍，將之納入蒙古轄地。
他和窝阔台的儿子贵由不和，拒绝参与拥立贵由的忽里台大会，以至于贵由在窝阔台死后五年才得继位。贵由死后，在他的支持下，拖雷的儿子蒙哥得以在1251年被拥立为大汗。
拔都故後，先傳位其子撒里答；撒里答死，蒙哥提名幼王乌剌黑赤代替他，並由拔都遗孀博剌克斤监国（她是阿勒赤塔塔儿人）。在元憲宗七年（1257年），由弟弟别儿哥繼承金帳汗國的可汗之位。

## 家庭
- 父：朮赤
- 母：兀乞旭真可敦
- 子嗣
  - 撒里答，子乌剌黑赤
  - 托托罕
    - 巴尔图，子兀剌不花
    - 忙哥帖木儿，子宁肃王脱脱、孙月即别
    - 脱脱蒙哥

  - 也不干
  - 兀剌赤